# Goldpflaume
Die Goldpflaume (Spondias dulcis), auch Ambarella genannt, ist eine Pflanzenart aus der Gattung der Mombinpflaumen (Spondias) in der Familie der Sumachgewächse (Anacardiaceae). Es ist ein hauptsächlich in Polynesien verbreiteter Obstbaum.

## Beschreibung

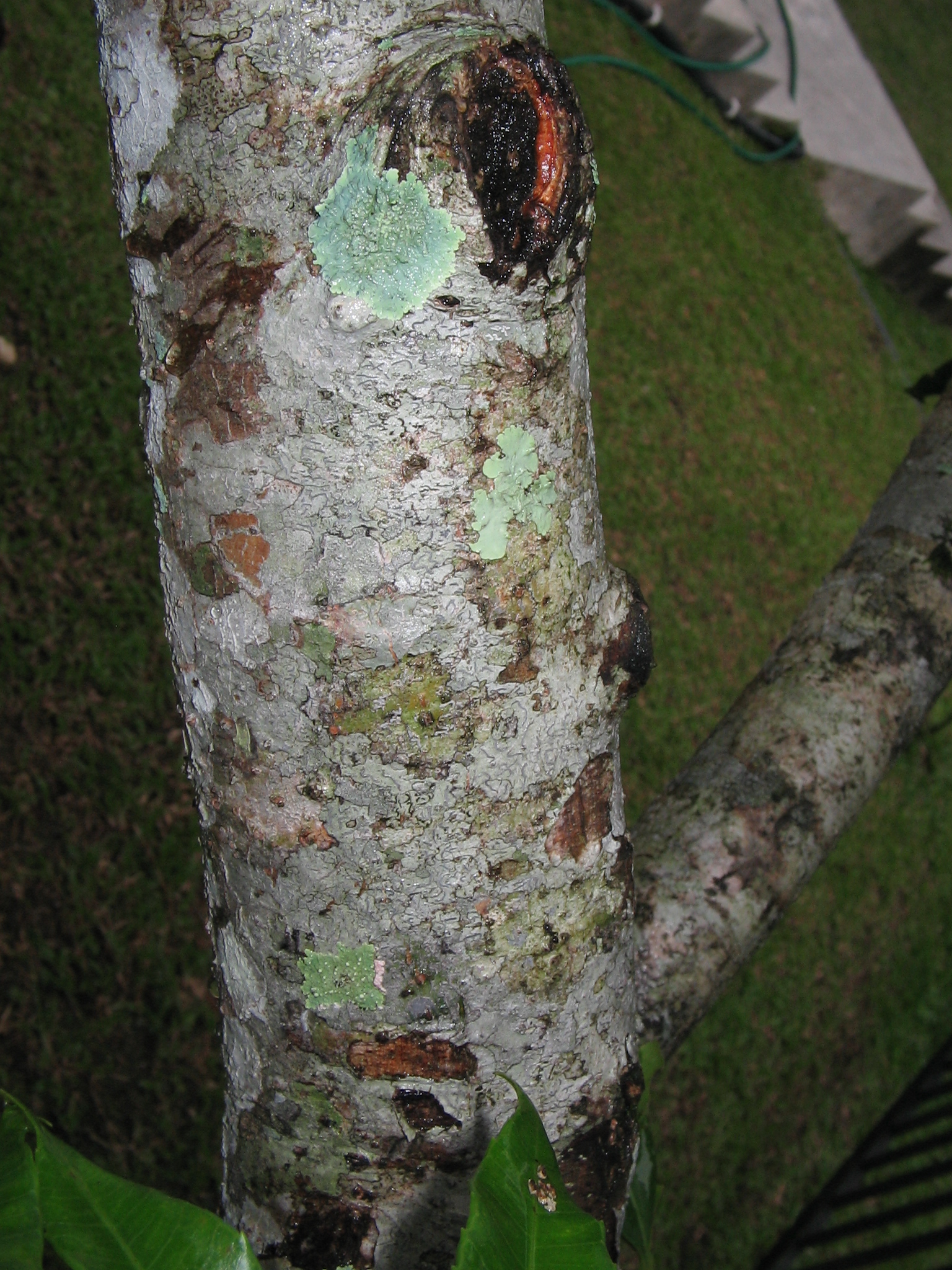
Borke

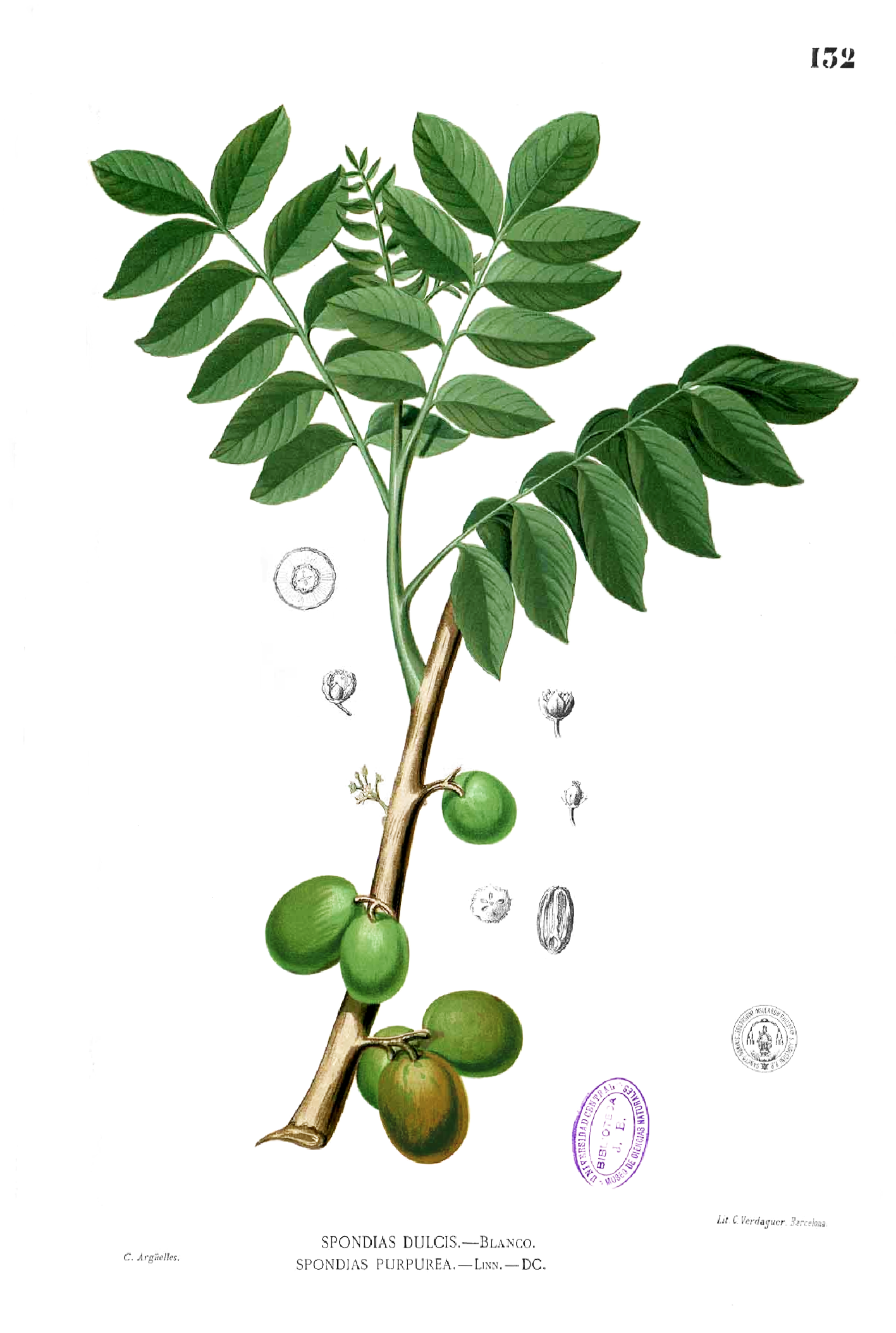
Illustration von Spondia dulcis

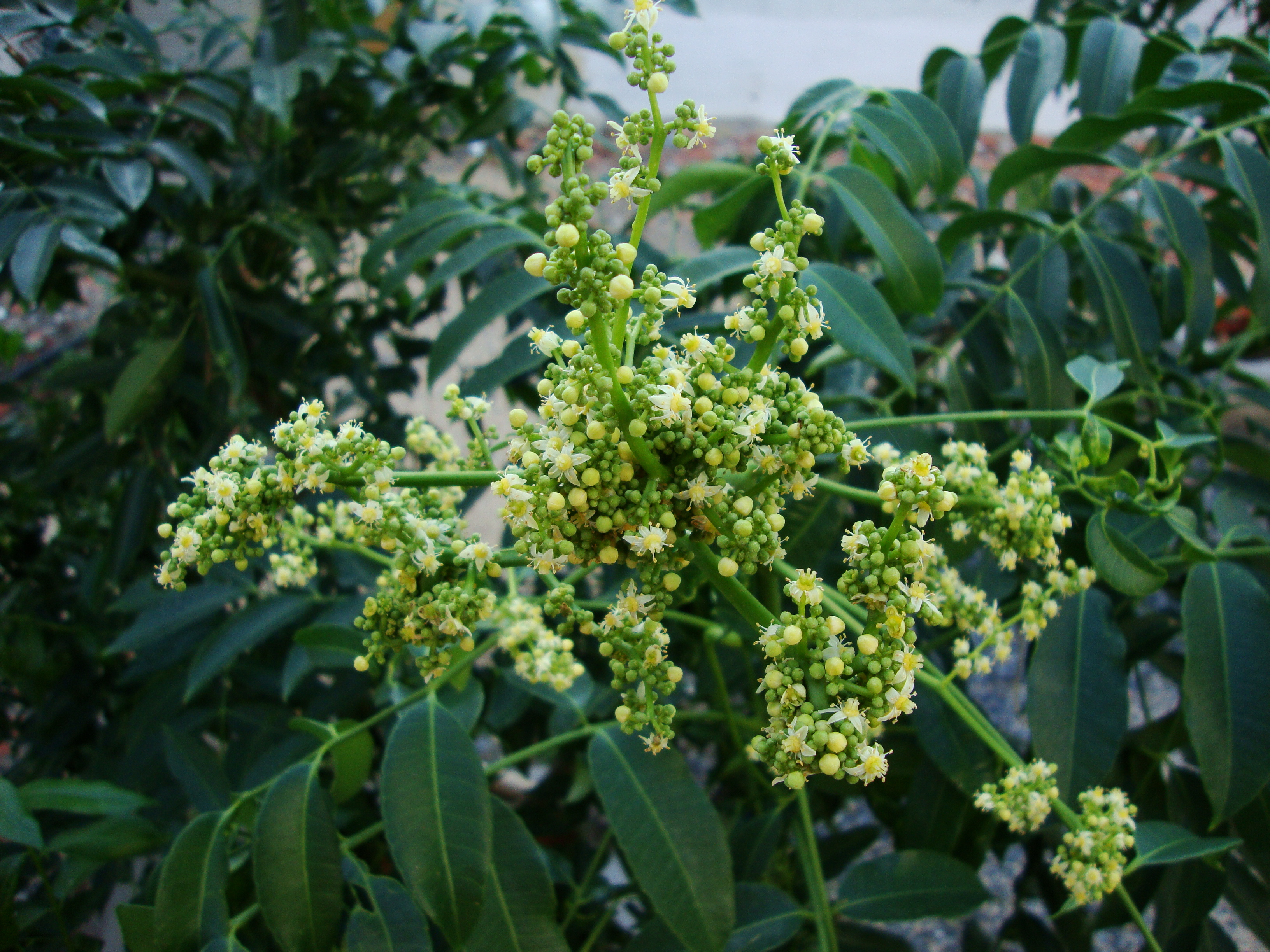
Zweig mit Laubblättern und Blütenständen

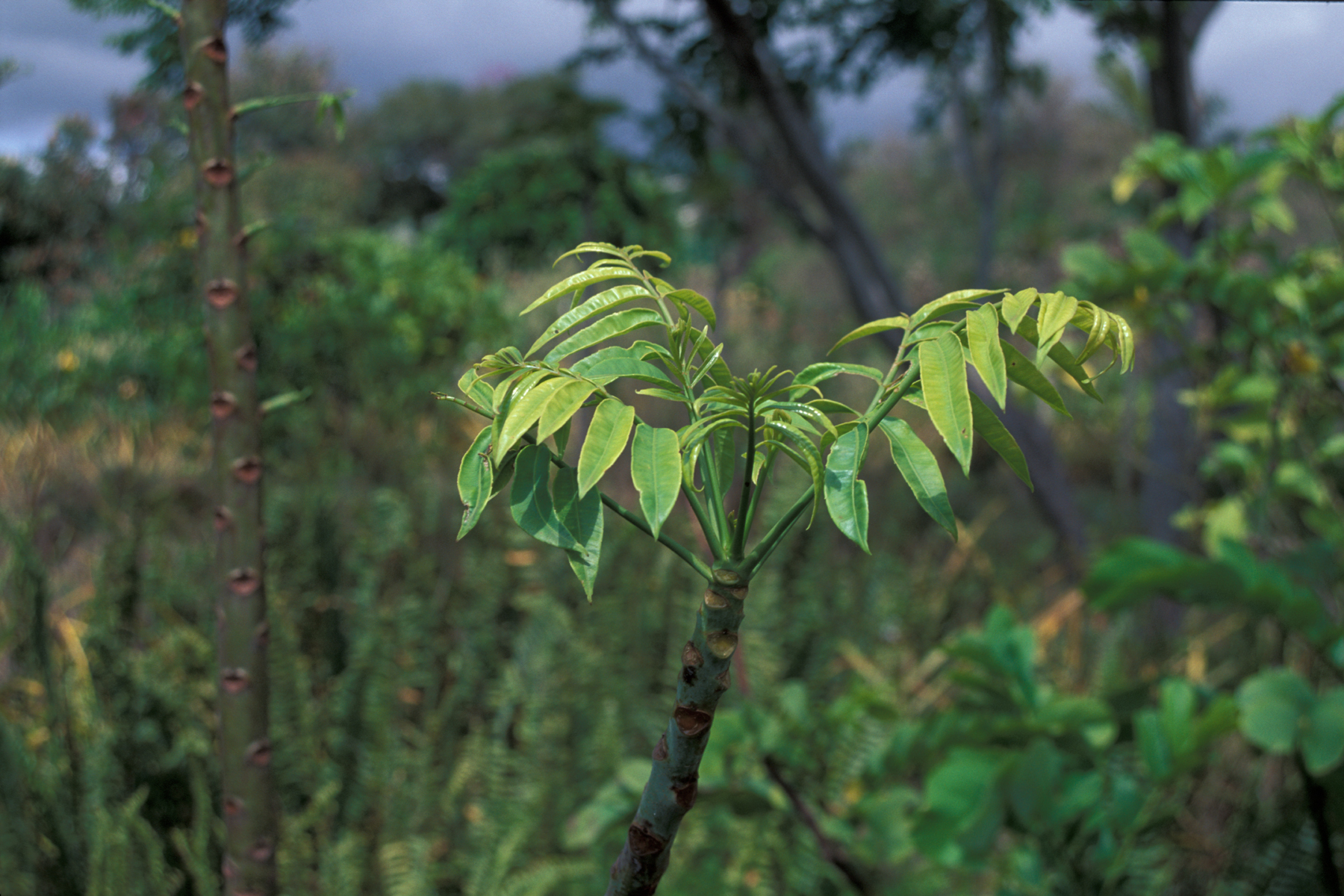
Goldpflaume auf Hawaii

### Vegetative Merkmale
Die Goldpflaume wächst als halbimmergrüner Baum. Die Größenangaben variieren je nach Autor sehr stark: Sie reichen von 6 bis 12 Meter Wuchshöhe bei 45 Zentimeter Brusthöhendurchmesser (BHD) bis zu 30 Meter Wuchshöhe und 80 Zentimeter BHD. Die Krone ist in der Regel symmetrisch und von wenigen starken Ästen aufgebaut. Die Borke des Stammes ist relativ glatt, zunächst grün, später graubraun. Das geradfaserige und glanzlose Holz besitzt einen weißlichen bis grauen Splint und einen graubraunen Kern.
Die wechselständig an den Zweigen angeordneten, gestielten Laubblätter sind unpaarig gefiedert und sind 20 bis 60 Zentimeter lang. Der Blattstiel wird bis 15 Zentimeter lang. Die 9 bis 25, unterseits helleren und leicht glänzenden Fiederblättchen sind jeweils kurz gestielt, elliptisch oder eiförmig bis eilanzettlich, länglich und bei einer Breite von maximal 3,5–5 Zentimeter bis etwa 7,5–15 Zentimeter lang. Der verdickte Blattrand ist (entfernt-)gezähnt, -gesägt und leicht umgerollt. Die Spitze ist abgerundet oder spitz bis zugespitzt, die Nervatur ist gefiedert, mit teils verdickter und oberseits hellerer Mittelader. Zu Beginn der trocken-kühlen Jahreszeit fallen die Blätter ab, worauf nach einigen Wochen der Neuaustrieb einsetzt.

### Generative Merkmale
Die Blüten stehen in end- oder achselständigen, 20 bis 30 Zentimeter langen, fast kahlen rispigen Blütenständen. In den Blütenständen gibt es mehrheitlich zwittrige und protandrische Blüten, weibliche und männliche können vorkommen. Es sind an der Rispenspindel und an den Seitenachsen Deckblätter vorhanden.
Die kurz gestielten, grün-weißen Blüten sind fünfzählig mit doppelter Blütenhülle. Der Kelch ist klein mit fünf kleinen, dreieckigen Zipfeln. Die Blüten besitzen bis zehn Staubblättern, die fünf weißen Petalen sind bis zu 3 Millimeter lang und ausladend bis zurückgelegt. Es ist ein gelber Diskus vorhanden und darauf sitzt der oberständige Fruchtknoten mit fünf kegelförmigen Griffeln.
Es werden rundliche bis ellipsoide Steinfrüchte von 5 bis zu 10 Zentimeter Länge und einem Gewicht von bis zu 500 Gramm gebildet. Der bis fünffächrige, poröse und braune Steinkern hat kein (normales) Endokarp, sondern eines mit weißen, knochigen und fransigen, spitzigen Auswüchsen. Im harten und 2,5 bis 3,7 Zentimeter langen Steinkern sitzen ein bis fünf Samen. Die Früchte reifen während des ganzen Jahres. Die Früchte stehen zu zweit bis zwölft an hängenden Fruchtständen. Die Schale ist dünn, fest und zu Beginn grün. Bei der Reife werden Schale und Fruchtfleisch orange-gelb. Das Mesokarp wird saftig, säuerlich und bekommt einen ananasartigen Geschmack. Wenn die Frucht weich wird, bekommt sie einen moschusartigen Geruch. Das Fruchtfleisch hat folgende Zusammensetzung: 0,5 bis 0,8 % Protein, 0,3 bis 1,8 % Fett, 8 bis 10,5 % Zucker, 0,85 bis 3,6 % Rohfasern.

## Vorkommen

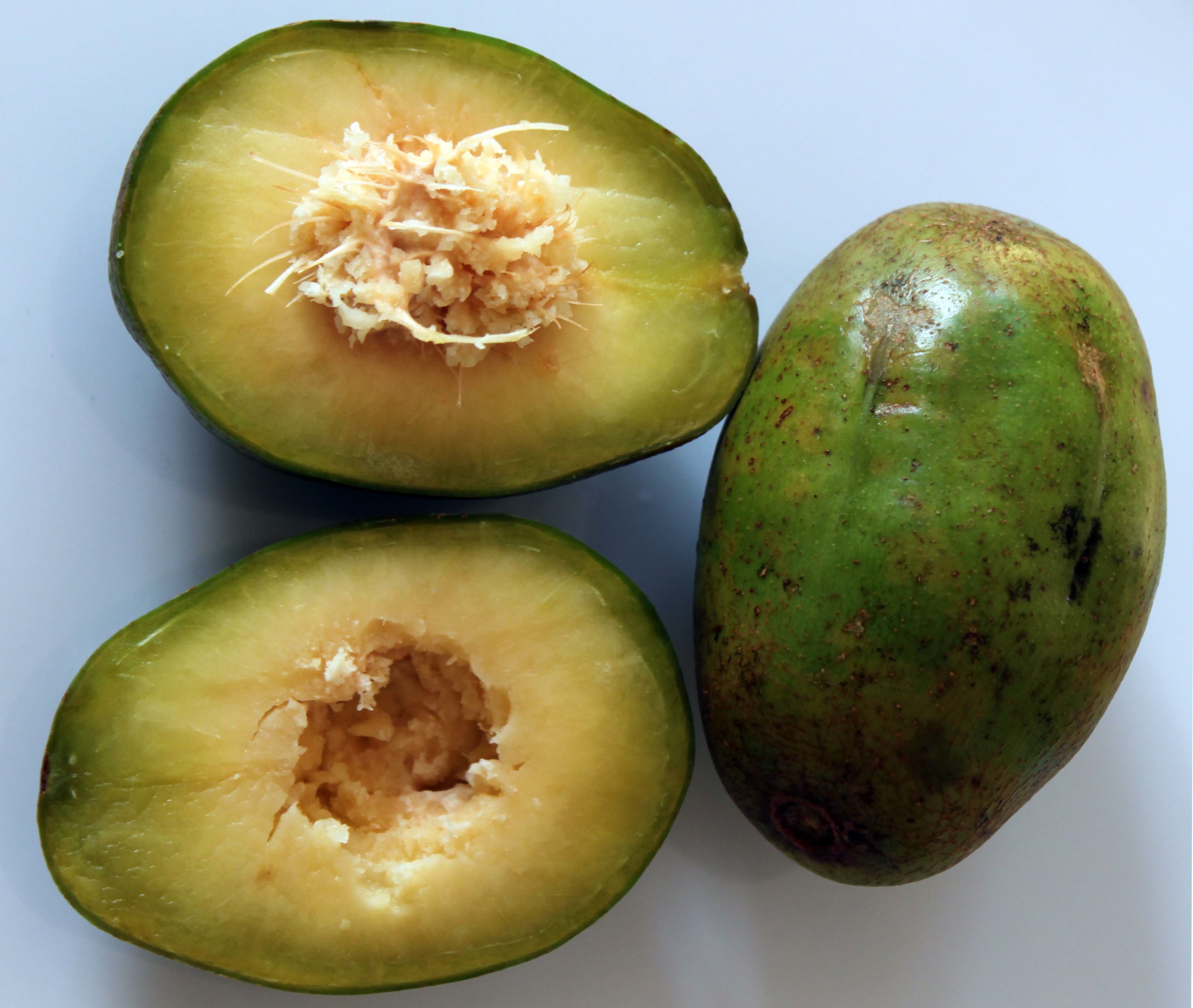
Unreife Frucht, auch aufgeschnitten und mit Kern

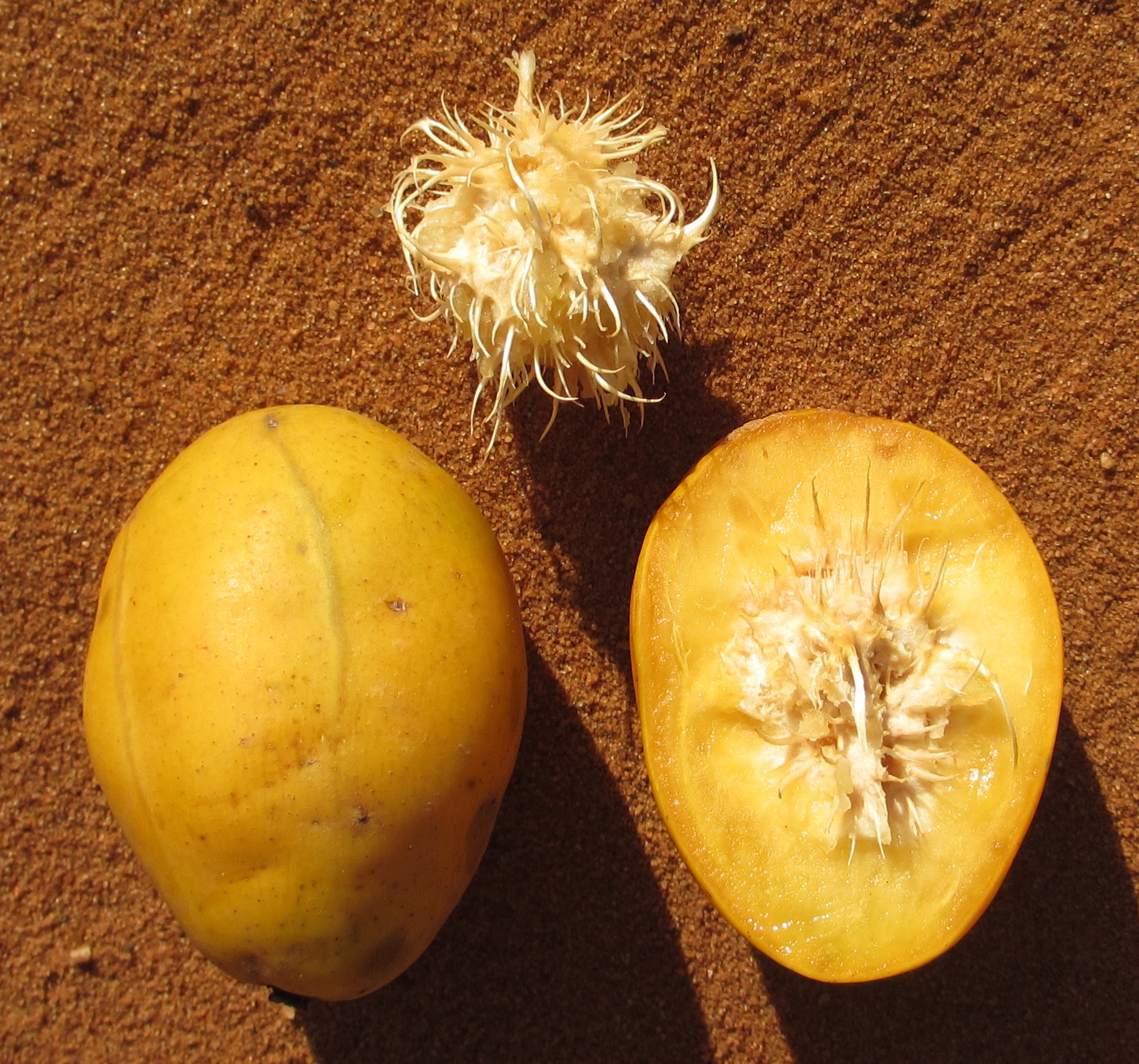
Reife Frucht und Steinkern

Das natürliche Vorkommen der Goldpflaume liegt in Polynesien, von Neuguinea im Westen über Fidschi und Samoa bis zu den Gesellschafts-Inseln im Osten.
Kultiviert wird sie in den Tropen und Subtropen der Alten Welt (Malaysia, Indien, Indonesien, Sri Lanka), seltener in Amerika (Jamaika, Westindische Inseln, Venezuela, Brasilien).
Die Goldpflaume gedeiht auf frischen Standorten mit hoher Luftfeuchte.

## Nutzung
Im Vordergrund steht die Nutzung als Obst. Die grünen Früchte fallen vom Baum und werden bis zur Genussreife gelagert (klimakterische Früchte). Die süß-sauren Steinfrüchte werden entweder frisch verzehrt oder zu Säften und Marmeladen verarbeitet.
Aus unreifen Früchten wird Gelee hergestellt (Pektin-Gehalt etwa 9,8 %). In Südostasien werden auch die jungen Blätter wegen ihres sauren Geschmacks roh gegessen.
Das Holz eignet sich gut zur Herstellung von Furnieren, Sperrholz und Schindeln.